# Rowan Barrett
Rowan Art Barrett (Scarborough, 24 novembre 1972) è un ex cestista canadese.

## Carriera
Ha giocato per il West Hill Collegiate Institute all'high school, e per l'Università di St. John's dal 1992 al 1996. È stato sotto contratto con i Toronto Raptors (1997 e 1999) e con i Philadelphia 76ers (1999), ma non ha mai giocato in nessuna partita dei campionati ufficiali con queste squadre. Ha giocato per la nazionale canadese, con la quale ha partecipato alle Olimpiadi del 2000.
In carriera ha militato in Spagna nel Etosa Alicante (1997-98), in Argentina nel Boca Juniors (1998-99), in Venezuela per la Cocodrilos de Caracas (1999-00, 2000-01, 2002-03), a Cipro con i Keravnos Keo (2000-01), in Grecia per il Dafni (2001-02), in Israele per il Maccabi Rishon LeZion (2001-02), e per l'Hapoel Haifa (2002-03), in Italia per la Vertical Vision Cantù (2005-06) e in Francia per il JDA Dijon (2003-04) e ASVEL Lyon-Villeurbanne (2006-07). Nella stagione 2007-08 ha militato nella squadra francese del ÉS Chalon-sur-Saône.

## Palmarès
- Semaine des As: 1

Digione: 2004